# Setra S 516 MD
Setra S 516 MD — туристический автобус, выпускаемый немецкой компанией Setra с 2012 года. Пришёл на смену автобусу Setra S 416 GT.

## Описание
Автобус Setra S 516 MD является лицензионным клоном автобуса Setra S 516 HD. Отличия заключаются в средней высоте пола. В России автобус не эксплуатируется.

## Эксплуатация
| Страна     | Предприятие         | Серия   | Количество |
| ---------- | ------------------- | ------- | ---------- |
| Люксембург | Voyages Emile Weber | 531—533 | 3          |